# Luka Stražar
Luka Stražar, slovenski alpinist in IFMGA gorski vodnik * 1988, Ljubljana.
Leta 2012 je prejel nagrado Zlati cepin za prvenstveno smer v zahodni steni gore K7 z Nejcem Marčičem, kot tudi leta 2019 za prvenstveni vzpon v severni steni Latoka I z Alešem Česnom in Tomom Livingstonom. Leta 2012 sta z Marčičem prejela tudi Bloudkovo plaketo za »pomemben mednarodni dosežek v športu «.